# Шепетівка (станція)
Шепеті́вка (також уживається назва Шепетівка І) — вузлова дільнична станція 1-го класу Козятинської дирекції Південно-Західної залізниці. Розташована в однойменному місті Хмельницької області.
Від станції відходять лінії у п'яти напрямках на:
- Звягель I (відстань — 63 км) — одноколійна ділянка, за винятком перегону Майдан-Вила — Пост Жлобинський, електрифікована;
- Бердичів (121 км) — двоколійна, електрифікована;
- Старокостянтинів I (70 км) — одноколійна, неелектрифікована;
- Тернопіль (157 км) — одноколійна, неелектрифікована;
- Здолбунів (73 км) — двоколійна, електрифікована.

На станції розташоване локомотивне депо ТЧ-6 «Шепетівка».

## Історія
Станція відкрита 1873 року. Певний час мала назву — Шепетівка I.

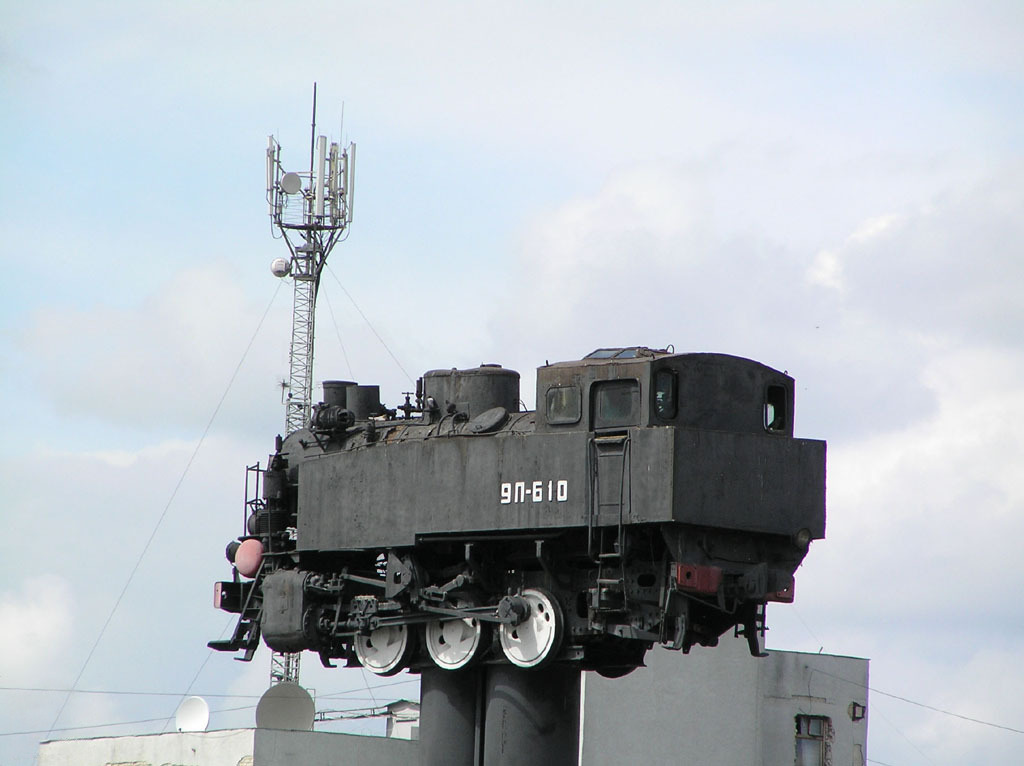
Пам'ятник паровозу 9П-610 в Шепетівці

У 1984 році поблизу літературно-меморіального музею Миколи Островського в Шепетівці встановлений пам'ятник паровозу 9П-610, на честь 80-ї річниці від дня народження письменника, як нагадування про те, що частина біографії Павки Корчагіна, головного героя «Як гартувалася сталь», що пов'язана з будівництвом вузькоколійки. В середині вересня 2019 року фарбування пам'ятника паровозу профінансував шепетівчанин Руслан Рабюк. Останній раз пам'ятник зазнавав фарбування наприкінці 2000-х років.
Із часом мешканці міста звикли до такого монументального об'єкта. Нині не лише навколо паровоза, але й біля музею точаться суперечки. У 1991 році Україна отримала довгоочікувану незалежність, за яку протягом кількох століть боролись і полягли безліч її героїв. У квітні 2015 року влада України офіційно засудила тоталітарний режим, а діяльність комуністичної партії була заборонена. На законному рівні символіку злочинного комуністичного режиму в Україні було заборонено і відтоді стартував процес декомунізації.
До 2011 року курсував пасажирський поїзд № 675/676 сполученням Шепетівка — Івано-Франківськ.

## Пасажирське сполучення
Далеке сполучення:
Від станції Шепетівка є можливість дістатися без пересадок до Ковеля, Києва, Одеси, Вінниці, Харкова, Дніпра, Запоріжжя, Львова, Ужгорода, Івано-Франківська, Полтави, Кременчука, Білої Церкви, Луцька, Херсона тощо.
Приміське сполучення:
Козятинський напрямок: до станції Козятин I щоденно курсує три електропоїзди Шепетівка — Козятин I щосубот, щонеділі та щопонеділка регіональний поїзд Шепетівка — Київ.
У Бердичеві є можливість здійснити пересадку до Житомира, а в Козятині — до Києва, Вінниці, Жмеринки, Жашкова, Погребище.
Відстань до станції Бердичів становить 121 км, до Козятина — 149 км, до Києва через Козятин І — 306 км.
Коростенський напрямок: двічі на день курсує електропоїзд Коростень — Шепетівка, щоп'ятниці додатково курсує регіональний поїзд Київ — Шепетівка.
У Звягелі є можливість здійснити пересадку на дизель-поїзд до Житомира. У Коростені — на Київ, Сарни, Житомир та Овруч.
Відстань до станції Звягель I становить 63 км, до Коростеня — 151 км, до Києва через Коростень — 307 км.
Рівненський напрямок: деілька разів на день курсують електропоїзди сполученням Шепетівка — Здолбунів — Рівне та електропоїзд підвищеного комфорту Київ — Рівне.
На станції Здолбунів є можливість здійснити пересадку до станцій Львів, Луцьк, Сарни, Удрицьк.
Відстань до станції Здолбунів становить 73 км, до Рівне — 85 км, до Луцька — 163 км.
Ланівецький напрямок: двічі на добу курсує дизель-поїзд Шепетівка — Ланівці. У Ланівцях є можливість здійснити пересадку до Тернополя, але треба зачекати декілька годин.
Хмельницький напрямок: щоденно, крім суботи та неділі,  курсує приміський поїзд Шепетівка — Хмельницький через Старокостянтинів I. З Хмельницького курсують приміські поїзди до станцій Жмеринка, Кам'янець-Подільський та Підволочиськ.

## Станція у художній літературі
У 1921—1939 роках станція Шепетівка, що знаходилася за 40 км від радянсько-польського кордону, була прикордонною, на якій відбувався митний та прикордонний контроль осіб, що прямували до Польщу та зворотно.
1928 року в обох напрямах крізь станцію проїздив Остап Вишня. Про станцію Шепетівка та Шепетівську митницю він неодноразово згадував у творі «Вишневі усмішки закордонні»:
|  | Шепетівка...А ви знаєте, під'їжджаючи до Шепетівки, якось тобі робиться «каламітно». Не те, що тобі там доведеться через митницю проходити... Під'їжджаючи до Шепетівки, хочеться назад чкурнути. Перескочиш-бо Шепетівку, і нікого ж у тебе не буде... Анікогісінько... А коли вже з Шепетівки на Здолбунів їдеш, тоді тихо-тихо у вагоні... Ще тижнів три до від'їзду з Німеччини починаються балачки: Та воно все гаразд, а от як Шепетівка... А Шепетівка ведмедів не пропускає... Невже ж Шепетівка й до ширінки додивлятиметься? Що ви мені з отою Шепетівкою?... Шепетівські митні урядовці-веселий народ. Найулюбленіша у них фраза «Не полагаєтся». |